# Chaetodipus goldmani
Chaetodipus goldmani је врста из реда глодара и породице Heteromyidae.

## Распрострањење
Ареал врсте је ограничен на једну државу. Мексико је једино познато природно станиште врсте.

## Станиште
Станишта врсте су шуме и брдовити предели.

## Угроженост
Ова врста се сматра рањивом у погледу угрожености врсте од изумирања.